# Viola cotyledon
Viola cotyledon là một loài thực vật có hoa trong họ Hoa tím. Loài này được Ging. miêu tả khoa học đầu tiên năm 1824.

## Hình ảnh

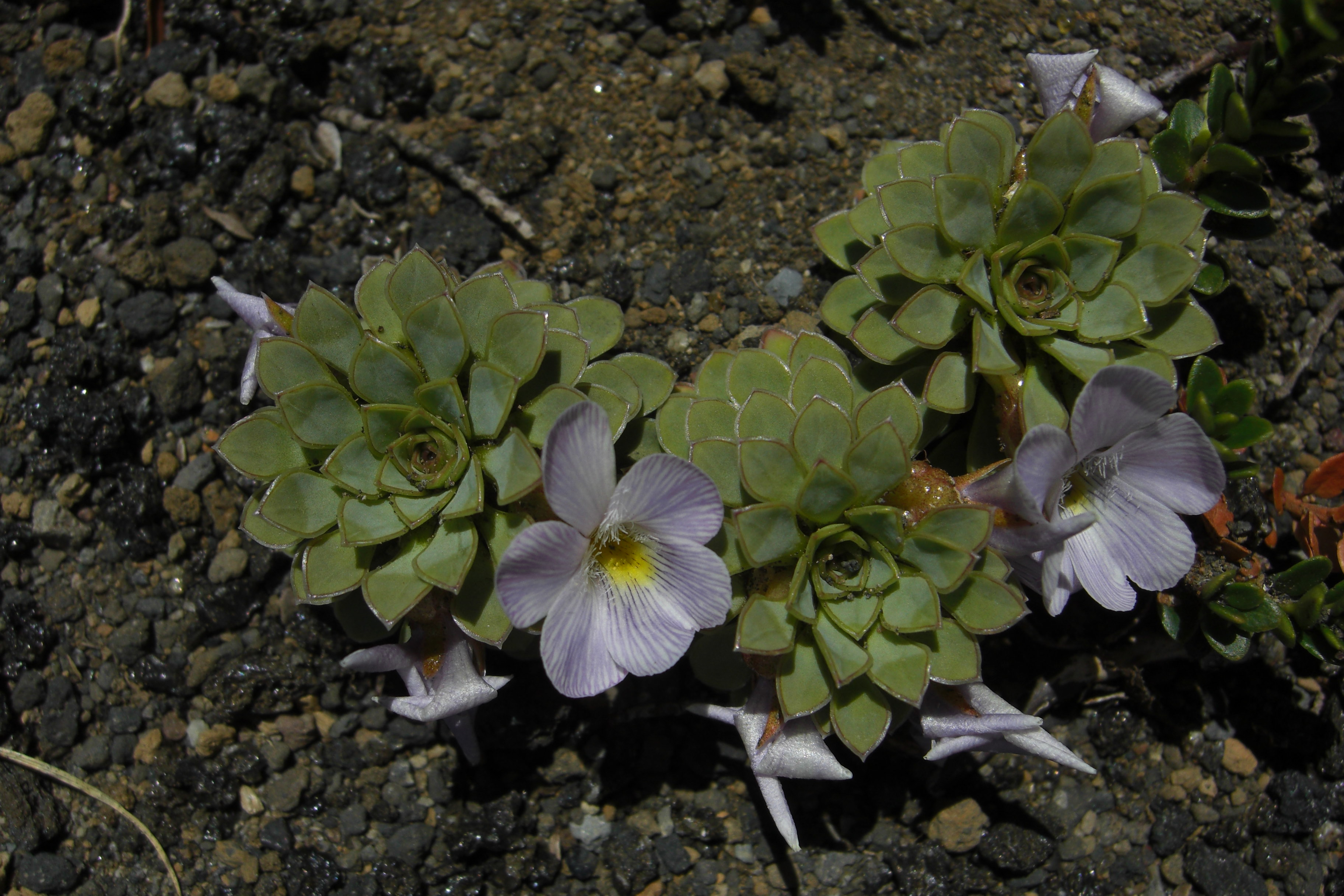
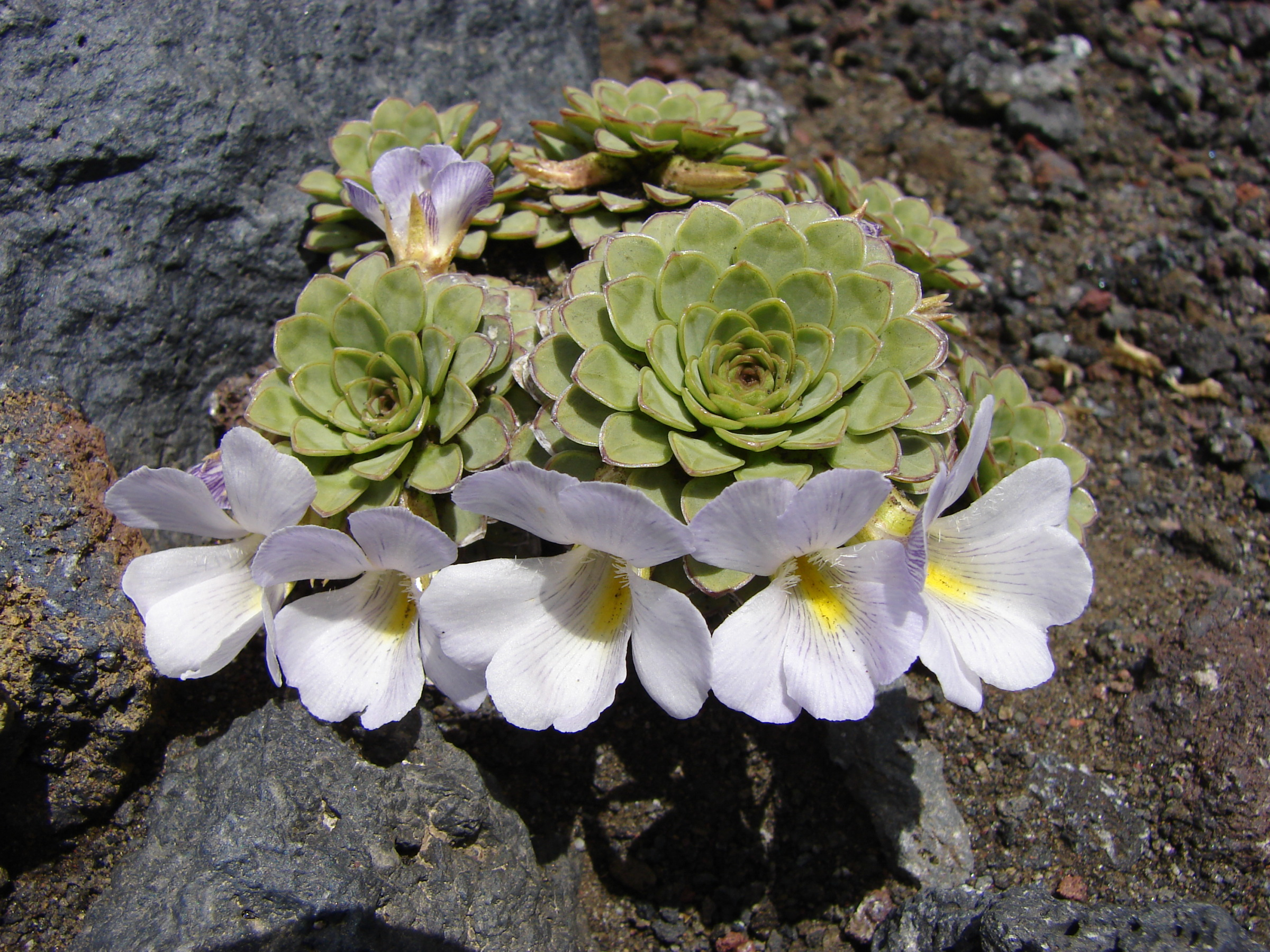